# Hanno Würbel

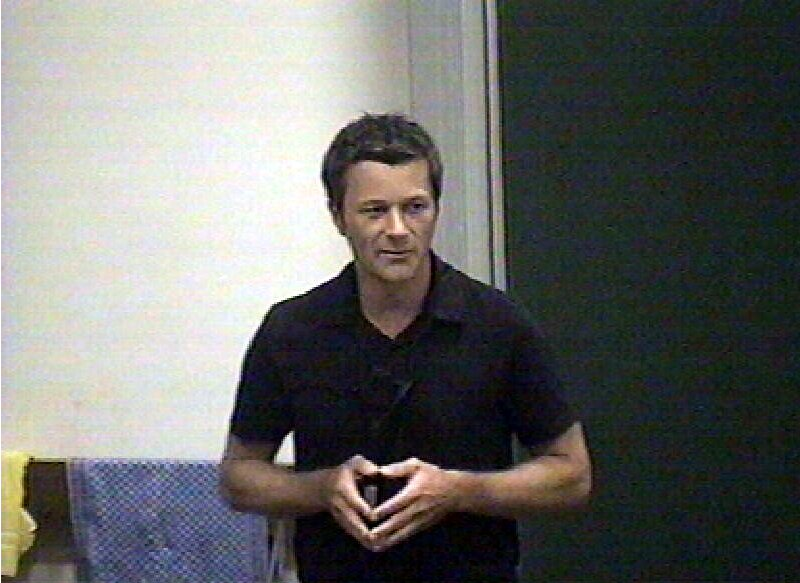
Hanno Würbel

Hanno Würbel (* 1963) ist seit Sommer 2011 Professor für Tierschutz an der Vetsuisse-Fakultät Bern.

## Akademischer Werdegang
Hanno Würbel studierte Biologie mit Hauptfach Zoologie an der Universität Bern, danach arbeitete er ein Jahr lang als wissenschaftlicher Mitarbeiter an der Universität Bern an einem vom Bundesamt für Veterinärwesen (BVET) der Schweiz finanzierten Projekt zur Erhebung tierschutzrelevanter Probleme bei der Haltung von Versuchstieren. Daraus ergab sich seine Doktorarbeit über die Ursachen und Auswirkungen von haltungsbedingten Verhaltensstörungen bei Labormäusen, die er bei Wolfgang Langhans an der ETH Zürich durchführte und 1996 abschloss.
Im Rahmen eines Nachwuchsstipendiums des Schweizerischen Nationalfonds konnte er diese Forschungen bei Christine J. Nicol an der Universität in Bristol ein Jahr lang weiterführen, bevor er 1997 als wissenschaftlicher Mitarbeiter und Lehrbeauftragter für Ethologie, Tierhaltung und Tierschutz zurück an die ETH Zürich wechselte. Dort fand er unter dem Dach des Zentrums für Neurowissenschaften (ZNZ) die Möglichkeit seine Forschungen in Zusammenarbeit mit anderen Arbeitsgruppen weiterzuentwickeln und auszubauen.
2002 erfolgte der Ruf als Professor für Tierschutz und Ethologie an die Justus-Liebig-Universität in Gießen.
Am 1. August 2011 hat er an der Vetsuisse-Fakultät Bern die neu geschaffene ausserordentliche Professur für Tierschutz angetreten.

## Forschungsschwerpunkte
Im Zentrum der Forschungen Hanno Würbels stehen folgende Fragen:
- Die wissenschaftliche Erfassung ethologischer Ansprüche von Tieren an ihre Umwelt (z. B. Haltungsbedingungen);
- Ansprüche von Tiere an ihre Haltungsbedingungen;
- Auswirkungen von Haltungsbedingungen, die diese Ansprüche nicht befriedigen, auf die Verhaltenssteuerung und auf das Wohlergehen der Tiere;
- Bedeutung von Verhaltensstörungen für das Wohlergehen von Tieren;
- Verbesserung von Bedingungen in Tierexperimenten ("Refinement")

## Auszeichnungen
- 2005 Tierschutz-Forschungspreis Hessen
- Felix-Wankel-Tierschutz-Forschungspreis 2009[1][2] für die Arbeit »Verbesserung der Aussagekraft von Tierversuchen durch systematische Umweltvariation«, die in »Nature Methods« (Bd. 6, S. 257) veröffentlicht wurde. Ergebnis der Untersuchung: Je ähnlicher die Haltungsbedingungen der (Versuchs-)Mäuse waren, umso unterschiedlichere Resultate lieferten die Experimente.[3]
- 2012 ERC Grant des Europäischen Forschungsrats[4]

## Schriften (Auswahl)
- Hanno Würbel: „Biologische Grundlagen zum ethischen Tierschutz“. Interdisziplinäre Arbeitsgemeinschaft Tierethik (Hrsg.). Tierrechte – Eine interdisziplinäre Herausforderung. Erlangen 2007. ISBN 978-3-89131-417-3